# Liste des plus grandes îles maritimes de Finlande
Voici une liste des 100 plus grandes îles maritimes de Finlande. 

## Liste des 100 plus grandes îles maritimes
| Rang | Nom                    | Zone maritime                    | Commune                                                   | Superficie (km2) | Réfs. |
| ---- | ---------------------- | -------------------------------- | --------------------------------------------------------- | ---------------- | ----- |
| 1    | Fasta Åland            | Mer d'Åland, Archipel finlandais | Mariehamn, Jomala Finström, Geta Hammarland, Saltvik Sund | 685              | ,     |
| 2    | Kimito                 | Archipel finlandais              | Kimitoön, Salo                                            | 545              | ,     |
| 3    | Hailuoto               | Baie de Botnie                   | Hailuoto                                                  | 195              | [ 1 ] |
| 4    | Replot                 | Kvarken                          | Korsholm                                                  | 160              | [ 1 ] |
| 5    | Otava                  | Archipel finlandais              | Naantali                                                  | 105              | [ 1 ] |
| 6    | Lemland                | Archipel finlandais (Åland)      | Lemland                                                   | 92               | [ 1 ] |
| 7    | Eckerö                 | Mer d'Åland (Åland)              | Eckerö                                                    | 91               | [ 1 ] |
| 8    | Öja                    | Baie de Botnie                   | Kokkola, Larsmo                                           | 90               | [ 1 ] |
| 9    | Storlandet             | Archipel finlandais              | Pargas                                                    | 72               | [ 1 ] |
| 10   | Ålön                   | Archipel finlandais              | Pargas                                                    | 70               | [ 1 ] |
| 11   | Kyrklandet             | Archipel finlandais              | Pargas                                                    | 64               | [ 1 ] |
| 12   | Kivimaa (fi)           | Archipel finlandais              | Kustavi                                                   | 57               | [ 1 ] |
| 13   | Pyhämaa                | Mer de Botnie                    | Uusikaupunki                                              | 53               | [ 1 ] |
| 14   | Vessölandet            | Golfe de Finlande                | Porvoo                                                    | 52               | [ 1 ] |
| 15   | Kirjalansaari          | Archipel finlandais              | Pargas                                                    | 49               | [ 1 ] |
| 16   | Oxkungar (fi) / Tengmo | Kvarken                          | Maxmo, Oravais                                            | 46               | [ 1 ] |
| 17   | Lillandet              | Archipel finlandais              | Pargas                                                    | 38               | [ 1 ] |
| 18   | Stortervolandet        | Archipel finlandais              | Pargas                                                    | 37               | [ 1 ] |
| 19   | Larsmo                 | Baie de Botnie                   | Larsmo                                                    | 37               | [ 1 ] |
| 20   | Kaurissalo (fi)        | Archipel finlandais              | Kustavi                                                   | 36               | [ 1 ] |
| 21   | Lemlaxön               | Archipel finlandais              | Pargas                                                    | 34               |       |
| 22   | Emäsalo                | Golfe de Finlande                | Porvoo                                                    | 34               |       |
| 23   | Lumparland             | Archipel finlandais (Åland)      | Lumparland                                                | 33               |       |
| 24   | Björkö (fi)            | Kvarken                          | Korsholm                                                  | 32               |       |
| 25   | Huvudlandet            | Archipel finlandais              | Pargas                                                    | 31               |       |
| 26   | Vartsala (fi)          | Archipel finlandais              | Kustavi                                                   | 31               |       |
| 27   | Vårdö                  | Archipel finlandais (Åland)      | Vårdö                                                     | 29               |       |
| 28   | Luonnonmaa             | Archipel finlandais              | Naantali                                                  | 28               |       |
| 29   | Sarvisalo (fi)         | Golfe de Finlande                | Pernå                                                     | 28               |       |
| 30   | Livonsaari             | Archipel finlandais              | Naantali                                                  | 26               |       |
| 31   | Österö-Västerö (fi)    | Kvarken                          | Maxmo                                                     | 24               |       |
| 32   | Östersocknen (fi)      | Archipel finlandais (Åland)      | Föglö                                                     | 23               |       |
| 33   | Kumlinge               | Archipel finlandais (Åland)      | Kumlinge                                                  | 23               |       |
| 34   | Isoluoto               | Archipel finlandais              | Särkisalo                                                 | 22               |       |
| 35   | Halsön (fi)            | Kvarken                          | Korsnäs                                                   | 22               |       |
| 36   | Hirvensalo             | Archipel finlandais              | Turku                                                     | 22               |       |
| 37   | Munapirtti (fi)        | Golfe de Finlande                | Pyhtää                                                    | 22               |       |
| 38   | Bergö                  | Kvarken                          | Malax                                                     | 21               |       |
| 39   | Kakskerta              | Archipel finlandais              | Turku                                                     | 21               |       |
| 40   | Vahterpää (fi)         | Golfe de Finlande                | Loviisa                                                   | 21               |       |
| 41   | Attu                   | Archipel finlandais              | Pargas                                                    | 20               |       |
| 42   | Kuusisto               | Archipel finlandais              | Kaarina                                                   | 19               |       |
| 43   | Långskärer-Granön (fi) | Kvarken                          | Vaasa                                                     | 18               |       |
| 44   | Hummersölandet (fi)    | Archipel finlandais (Åland)      | Föglö                                                     | 17               |       |
| 45   | Aaslaluoto             | Archipel finlandais              | Naantali                                                  | 17               |       |
| 46   | Ulkoluoto (fi)         | Archipel finlandais              | Särkisalo                                                 | 16               |       |
| 47   | Gullö (fi)             | Golfe de Finlande                | Raseborg                                                  | 15               |       |
| 48   | Norrskata              | Archipel finlandais              | Pargas                                                    | 15               |       |
| 49   | Degerö (fi)            | Archipel finlandais (Åland)      | Föglö                                                     | 14               |       |
| 50   | Skärlandet (fi)        | Golfe de Finlande                | Raseborg                                                  | 13,2             |       |
| 51   | Hellsö (fi)            | Archipel finlandais (Åland)      | Kökar                                                     | 12,8             |       |
| 52   | Enklinge (fi)          | Archipel finlandais (Åland)      | Kumlinge                                                  | 12,2             |       |
| 53   | Köklot (fi)            | Kvarken                          | Korsholm                                                  | 12,2             |       |
| 54   | Airismaa               | Archipel finlandais              | Naantali                                                  | 12,0             |       |
| 55   | Särkimo (fi)           | Kvarken                          | Maxmo                                                     | 12,0             |       |
| 56   | Orslandet (fi)         | Golfe de Finlande                | Ingå                                                      | 11,3             |       |
| 57   | Bredskäret (fi)        | Kvarken                          | Korsnäs                                                   | 11,2             |       |
| 58   | Pirkkiö (fi)           | Baie de Botnie                   | Tornio                                                    | 11,2             |       |
| 59   | Satava                 | Archipel finlandais              | Turku                                                     | 11,1             |       |
| 60   | Värlax (fi)            | Kvarken                          | Korsholm                                                  | 10,8             |       |
| 61   | Rosalalandet (fi)      | Archipel finlandais              | Kimitoön                                                  | 10,5             |       |
| 62   | Kukainen (fi)          | Mer de Botnie                    | Uusikaupunki                                              | 10,4             |       |
| 63   | Sonnbodalandet (fi)    | Archipel finlandais (Åland)      | Föglö                                                     | 10,4             |       |
| 64   | Olkiluoto              | Mer de Botnie                    | Eurajoki                                                  | 10,3             |       |
| 65   | Kökar                  | Archipel finlandais (Åland)      | Kökar                                                     | 10,3             |       |
| 66   | Kirjais                | Archipel finlandais              | Pargas                                                    | 10,0             |       |
| 67   | Keistiö                | Archipel finlandais              | Pargas                                                    | 10,0             |       |
| 68   | Seglinge (fi)          | Archipel finlandais (Åland)      | Kumlinge                                                  | 9,7              |       |
| 69   | Torsö                  | Golfe de Finlande                | Raseborg                                                  | 9,7              |       |
| 70   | Pellinki               | Golfe de Finlande                | Porvoo                                                    | 9,7              |       |
| 71   | Aikonmaa-Nurmes (fi)   | Mer de Botnie                    | Rauma                                                     | 9,6              |       |
| 72   | Kaskinen               | Mer de Botnie                    | Kaskinen                                                  | 9,5              |       |
| 73   | Mussalo                | Golfe de Finlande                | Kotka                                                     | 9,5              |       |
| 74   | Sottunga               | Archipel finlandais (Åland)      | Sottunga                                                  | 9,3              |       |
| 75   | Kittamaa (fi)          | Archipel finlandais              | Uusikaupunki                                              | 9,3              |       |
| 76   | Harvaluoto (fi)        | Archipel finlandais              | Piikkiö                                                   | 9,2              |       |
| 77   | Pettu (fi)             | Archipel finlandais              | Särkisalo                                                 | 9,0              |       |
| 78   | Lappörarna (fi)        | Kvarken                          | Korsholm                                                  | 8,8              |       |
| 79   | Ruissalo               | Archipel finlandais              | Turku                                                     | 8,8              |       |
| 80   | Ajos                   | Baie de Botnie                   | Kemi                                                      | 8,7              |       |
| 81   | Grytskäret (fi)        | Mer de Botnie                    | Närpes                                                    | 8,5              |       |
| 82   | Saverkeit              | Archipel finlandais              | Pargas                                                    | 8,5              |       |
| 83   | Keipsalo (fi)          | Golfe de Finlande                | Loviisa                                                   | 8,4              |       |
| 84   | Laajasalo              | Golfe de Finlande                | Helsinki                                                  | 8,4              |       |
| 85   | Kasnäslandet (fi)      | Archipel finlandais              | Kimitoön                                                  | 8,1              |       |
| 86   | Kirkonmaa              | Golfe de Finlande                | Kotka                                                     | 7,9              |       |
| 87   | Kaskinen               | Mer de Botnie                    | Kaskinen                                                  | 7,7              |       |
| 88   | Kuutsalo               | Golfe de Finlande                | Kotka                                                     | 7,6              |       |
| 89   | Biskopsö               | Archipel finlandais              | Kimitoön                                                  | 7,5              |       |
| 90   | Korsaari               | Mer de Botnie                    | Uusikaupunki                                              | 7,5              |       |
| 91   | Iniö                   | Archipel finlandais              | Pargas                                                    | 7,5              |       |
| 92   | Högsar                 | Archipel finlandais              | Pargas                                                    | 7,2              |       |
| 93   | Älgö (fi)              | Golfe de Finlande                | Raseborg                                                  | 7,0              |       |
| 94   | Mossala                | Archipel finlandais              | Pargas                                                    | 6,9              |       |
| 95   | Södra Björkö (fi)      | Kvarken                          | Korsnäs                                                   | 6,8              |       |
| 96   | Slottskär (fi)         | Kvarken                          | Korsholm                                                  | 6,8              |       |
| 97   | Kyrklandet (fi)        | Archipel finlandais (Åland)      | Föglö                                                     | 6,8              |       |
| 98   | Hovinsaari             | Golfe de Finlande                | Kotka                                                     | 6,7              |       |
| 99   | Velkuanmaa (fi)        | Archipel finlandais              | Naantali                                                  | 6,7              |       |
| 100  | Panike (fi)            | Kvarken                          | Korsholm                                                  | 6,5              |       |